# Phaenopsectra vittata
Phaenopsectra vittata är en tvåvingeart som först beskrevs av Henry Keith Townes, Jr. 1945.  Phaenopsectra vittata ingår i släktet Phaenopsectra och familjen fjädermyggor. Inga underarter finns listade i Catalogue of Life.